# Lannemaignan
Lannemaignan (gaskognisch Lanamanhan) ist eine französische Gemeinde mit 105 Einwohnern (Stand 1. Januar 2022) im Département Gers in der Region Okzitanien (bis 2018 Midi-Pyrénées). Sie gehört zum Arrondissement Condom und zum 1999 gegründeten Gemeindeverband Grand Armagnac. Die Bewohner nennen sich Lannemaignanais.

## Geografie
Die Gemeinde Lannemaignan liegt in der Landschaft Armagnac im äußersten Nordwesten des Départements Gers, etwa 37 Kilometer östlich von Mont-de-Marsan und 73 Kilometer nordwestlich von Auch. Im Norden, Westen und Süden grenzt die Gemeinde an das Département Landes. Durch das Gemeindegebiet fließt der Midou, der hier einen weit nach Norden ausholenden Bogen beschreibt. Die Landschaft des 8,58 km² umfassenden Gemeindegebietes ist zweigeteilt: in der Südwesthälfte überwiegt Auwald im flachen Midoutal, in der Nordosthälfte überschreiten einige Hügel die 100-Meter-Höhenlinie. Hier zeigt die Landschaft einen Wechsel von Feldern, Wiesen, kleinen Waldstücken, Weinreben und Stauweihern. Die Ortsmitte des Weilers Lannemaignan liegt auf dem höchsten Punkt in der Gemeinde mit 116 m über dem Meer. Die Gemeinde besteht aus zahlreichen Weilern sowie mehreren Einzelhöfen. Die größten Weiler sind Lannemaignan, Bel-Air, Bilan, Basque, Baraillon, Matalin, Tachouzin, Cardayre, Lahéougère, Téoulérot und Poutéou. Umgeben wird Lannemaignan von den Nachbargemeinden Labastide-d’Armagnac (Département Landes) im Norden, Mauléon-d’Armagnac im Osten, Castex-d’Armagnac im Südosten, Montégut (Département Landes) im Süden, Arthez-d’Armagnac (Département Landes) sowie Le Frêche (Département Landes) im Nordwesten.

## Ortsname
Lannemaignan bedeutet übersetzt aus der gaskognischen Sprache „Der Halbmond“, was übrigens auch für die weiter südwestlich gelegene Stadt Lannemezan zutrifft.
1801 hieß die Gemeinde Lanne-Meignan.
1837 wurde die Gemeinde Tachouzin nach Lannemaignan eingemeindet.

## Bevölkerungsentwicklung
| Jahr      | 1962 | 1968 | 1975 | 1982 | 1990 | 1999 | 2009 | 2018 |
| Einwohner | 225  | 200  | 155  | 132  | 118  | 104  | 105  | 107  |

Im Jahr 1876 wurde mit 438 Bewohnern die bisher höchste Einwohnerzahl ermittelt.

## Kultur und Sehenswürdigkeiten
- Kirche Saint-Jean-Baptiste mit achteckigem, schiefergedecktem Turm, Monument historique seit 1979[5]
- Flurkreuz
- Ancien Moulin de Lacaze, ehemalige Wassermühle am Bidou

## Wirtschaft und Infrastruktur

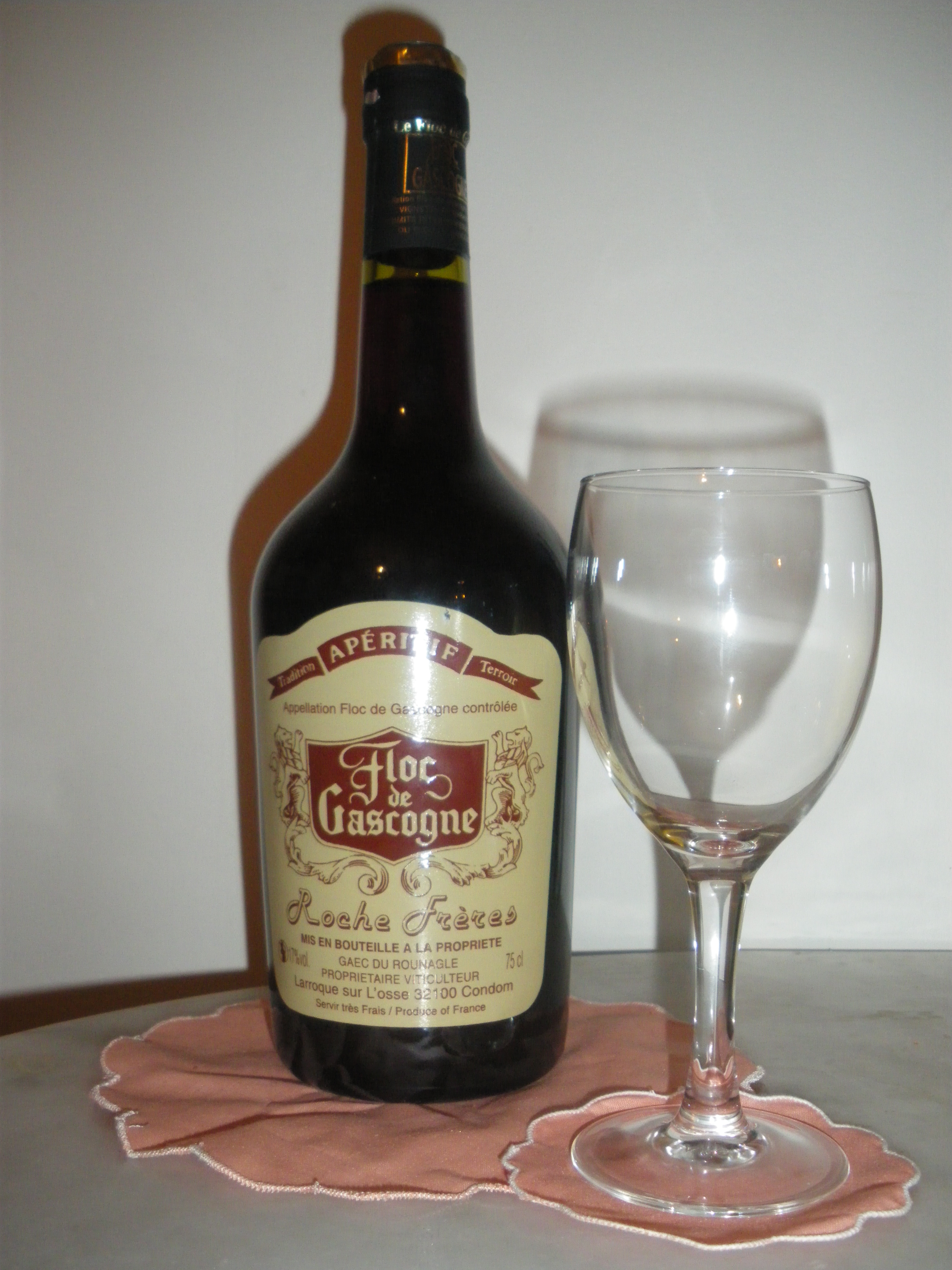
Aperitif Floc de Gascogne
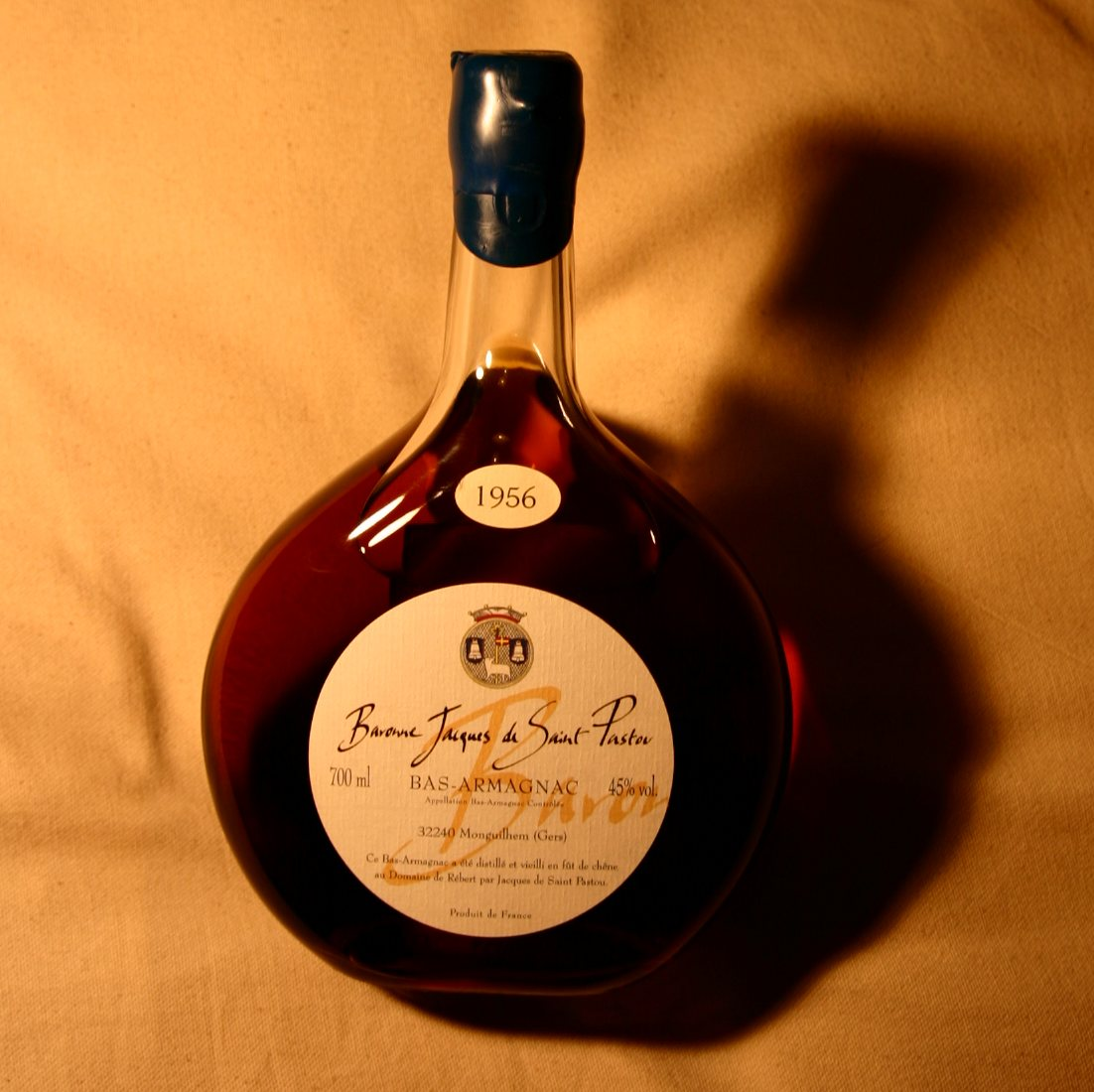
Weinbrand Armagnac

Rebflächen finden sich um die Teilorte Bel-Air, Lannemaignan, Téoulérot, Bellevue, Tachouzin und Caillouet. Sie sind Teil der Weinbauregion Sod-Ouest. Es werden hauptsächlich Weine zur Herstellung von Armagnac und Floc de Gascogne produziert. In Lannemaignan sind drei Winzer und weitere acht Landwirtschaftsbetriebe ansässig (Anbau von Getreide, Hülsenfrüchten und Ölsaaten).
Durch den Nordosten der Gemeinde Lannemaignan führt die Hauptstraße D 154 von Arthez-d’Armagnac nach Monclar. Der nächste Autobahnanschluss befindet sich etwa 17 Kilometer westlich, nahe Mont-de-Marsan, an der Autoroute A 65 von Langon nach Pau.

## Belege
1. ↑  Albert Dauzat und Charles Rostaing: „Dictionnaire étymologique des Noms de Lieux en France“, Librairie Guénégaud, reedicion 1984, S. 379
2. ↑  Ortsname auf cassini.ehess.fr (französisch)
3. ↑  Tachouzin auf cassini.ehess.fr (französisch)
4. ↑  Statistique Lannemaignan - Mairie de Lannemaignan et son village. Abgerufen am 22. Februar 2021.
5. ↑  Kirche Saint-Jean-Baptiste auf pop.culture.gouv.fr. Abgerufen am 2. Januar 2020 (französisch).
6. ↑  Landwirtschaftsbetriebe und Winzer auf annuaire-mairie.fr (französisch)